# Treffléan
Treffléan település Franciaországban, Morbihan megyében. Lakosainak száma 2531 fő (2022. január 1.). Treffléan Elven, Sulniac, Saint-Nolff és Theix-Noyalo községekkel határos.

## Népesség
A település népessége az elmúlt években az alábbi módon változott:
| Lakosok száma | 591  | 1144 | 1441 | 1806 | 2105 | 2197 | 2324 | 2406 | 2450 | 2531 |
|               | 1968 | 1982 | 1990 | 2006 | 2013 | 2015 | 2017 | 2019 | 2020 | 2022 |